# Concord Rangers Football Club
Concord Rangers Football Club é um clube de futebol da Inglaterra, com sede na Ilha de Canvey, em Essex. Fundado em 1967 (58 anos), atualmente disputa a National League South, equivalente à sexta divisão do futebol inglês. O Concord Rangers disputa seus jogos em casa no Thames Road, o qual tem capacidade para 3 300 pessoas. Adam Flanagan é o atual treinador do clube.

## Títulos

### Liga
- Isthmian League Premier Division: 0[1]
  - Vencedores do play-off na temporada: 2012–13

- Isthmian League Division One North: 0[1]

Vencedores do play-off na temporada 2009–10
Finalista do play-off na temporada 2008–09
- Essex Senior League: 3

Campeão nas temporadas 1997–98, 2003–04, 2007–08
Vice-campeão na temporada 2002–03
- Essex Intermediate League: 1

1990–91

### Copa
- Essex Senior Cup: 3

Campeão nas temporadas 2013–14, 2014–15, 2015–16
Finalista na temporada 2008–09
- Isthmian League Cup: 1

2012–13